# 189035 Michaelsummers
189035 Michaelsummers este o planetă minoră (asteroid), cu un diametru de 6,583 km, din centura de asteroizi. A fost descoperită pe 5 februarie 2000 la Observatorul Național Kitt Peak de Marc Buie⁠(d). 
Obiectul prezintă o orbită caracterizată de o semiaxă mare de 3,1767806021327 UAi, o excentricitate de 0,2, o înclinație de 26,8 ° în raport cu ecliptica.